# Bergues-sur-Sambre

Bergues-sur-Sambre este o comună în departamentul Aisne din nordul Franței. În 1 ianuarie 2022 avea o populație de 206 de locuitori.